# 安公 (邾)
安公（あんこう、? - 紀元前678年）は、春秋時代の邾の君主。姓は曹、諱は克、字は儀父。

## 生涯
紀元前722年、魯の隠公と蔑で盟を交わした。鄭が衛を攻め、邾にも出兵を求めたので、安公は私的に公子豫に伝えた。公子豫は出兵を求めたが、安公は許さなかった。そこで公子豫は勝手に出発し、鄭の人と翼で盟を交わした。紀元前678年、安公は死去した。